# 철기
철기(鐵器)는 주철이나 강철을 소재로 주조, 단금한 철을 주재료로 해서 만든 도구이다. 냄비, 솥, 쇠주전자 등과 같은 조리 도구가 대표적인 철기이다. 그 외의 철기로는 누름돌, 장식물, 꽃병, 풍경 등이 있다.
철기는 제작 방식에 따라 주조품(鑄造品)과 단조품(鍛造品)으로 나뉜다. 강도, 내열성, 내구성이 뛰어난 장점을 갖고 있는 반면 녹슬기 쉽고 충격에 약하며 깨지기 쉬운 단점도 갖고 있다.

## 역사
철기는 선사 시대부터 인류가 널리 사용했으며 철기 시대에는 농기구, 공구, 무기 등과 같은 철기가 많이 생산되었다. 기원전 2500년부터 기원전 2000년 사이에 고대 메소포타미아, 고대 이집트에서 자연철을 이용한 철기가 처음 등장했다. 기원전 5세기경에는 아나톨리아 지방에서 단철을 강철로 변환시키는 방식이 널리 보급되면서 철제 무기, 농기구가 제작되었다.
중국에서는 기원전 16세기부터 기원전 11세기 사이에 상나라 시대에 철기가 처음 등장했다. 전국 시대에는 철제 농기구가 널리 전파되었고 서한 후반에는 철제 무기가 널리 보급되었다. 한반도에서는 기원전 3세기경부터 중국을 통해 철기가 처음 등장했고 삼국 시대에는 신라, 가야에서 철제 농기구, 무기가 널리 제작되었다.

## 같이 보기
- 철기 시대
- 철기의 한국 전래